# Alexandru Todea
Alexandru Kardinal Todea (* 5. Juni 1912 in Marostelek, Siebenbürgen, Österreich-Ungarn; † 22. Mai 2002 in Târgu Mureș, Rumänien) war Erzbischof von Făgăraș und Alba Iulia für die Rumänische griechisch-katholische Kirche und Kardinal der Römischen Kirche.

## Leben

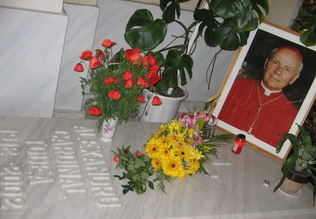
Gedenkfoto an Alexandru Kardinal Todea (2007)

Alexandru Todea studierte in Rom die Fächer Katholische Theologie und Philosophie. Er empfing am 25. März 1939 das Sakrament der Priesterweihe und wurde nach weiterführenden Studien 1940 Seelsorger in seinem Heimatbistum. Noch im gleichen Jahr setzte die Verfolgung der katholischen Kirche des byzantinisch-rumänischen Ritus ein. Alexandru Todea wurde mehrere Male kurzzeitig festgenommen, aber es gelang ihm die Flucht.
1950 empfing er durch Joseph Schubert insgeheim die Bischofsweihe zum Titularbischof von Caesaropolis. 1951 wurde er von der politischen Polizei des kommunistischen Regimes gefangen genommen und 1952 zu lebenslanger Zwangsarbeit verurteilt. 1964 wurde er im Zuge einer Amnestie für politische Gefangene begnadigt und unter Hausarrest gestellt. Bei einem Geheimtreffen der griechisch-katholischen Bischofskonferenz im Jahre 1986 wurde Alexandru Todea zum Vorsitzenden gewählt. Auf Initiative der Bischofskonferenz wurde der Hausarrest 1989 aufgehoben.
Papst Johannes Paul II. ernannte ihn 1990 zum Erzbischof von Făgăraș und Alba Iulia für die Katholiken des rumänischen Ritus. 1991 nahm er ihn als Kardinalpriester mit der Titelkirche Sant’Atanasio a Via Tiburtina in das Kardinalskollegium auf. 1992 erlitt Alexandru Todea einen Schlaganfall und musste fortan im Rollstuhl sitzen. 1994 legte er aus Gesundheitsgründen seine Leitungsaufgaben im Erzbistum nieder. Er starb am 22. Mai 2002 in Târgu Mureș und wurde in der Kathedrale von Blaj bestattet.